# De verdwaalde vuurtoren
De verdwaalde vuurtoren is het 175ste stripverhaal van Jommeke. De reeks wordt getekend door striptekenaar Jef Nys. Scenarist is Jan Ruysbergh.

## Verhaal
Marie wint voor vier personen een reis naar Portugal. Filiberke mag mee. Wanneer ze aangekomen zijn in hun hotel, blijkt de inrichting anders dan voorgespiegeld te zijn. Onze vrienden bekijken het positief, en gaan de omgeving verkennen.
Uiteindelijk vinden ze een mysterieuze vuurtoren. De plaats zou vervloekt zijn. Ze krijgen raad om uit de buurt van die vuurtoren te blijven. Toch gaat Jommeke samen met Filiberke weer naar de mysterieuze vuurtoren toe. Wanneer ze in gevaar zijn, kan een jongen, Manuel, hen net op tijd redden. Hij weet van alles te vertellen en zouden samen het raadsel graag willen oplossen. Jommeke en Filiberke worden scheepsjongens. Plots, door de mist aan boord, valt iedereen in slaap. Later blijkt het schip leeggeplunderd te zijn terwijl iedereen sliep. Onze vrienden gaan terug naar de vuurtoren, zou daar een verband kunnen zijn met het leeggeplunderd schip?
Ze gaan terug naar de mysterieuze vuurtoren...daar vinden ze allerlei speciaal apparatuur, vreemd. Wanneer ze later ook een ondergrondse ruimte ontdekken, komen ze in hun hotel terecht. De bazin van het hotel blijkt het hoofd van een zeerovers bende te zijn. Onze vrienden worden gevangengenomen. Gelukkig kunnen onze vrienden weer bevrijd worden dankzij Manuel. Tot slot kan de bende ook opgepakt worden.

## Achtergronden bij het verhaal
- Dit is het laatste stripalbum die verscheen onder uitgeverij Het Volk.